# Betti Alver
Betti Alver (nom oficial Elisabet Alver, Jõgeva, 23 de novembre (10 de novembre, segons el calendari julià) de 1906  - Tartu, 19 de juny de 1989) fou una poetessa, prosista i traductora estoniana.

## Vida
Elisabet "Betti" Alver va néixer en una família nombrosa; el pare era treballador ferroviari. Es va graduar de batxillerat el 1924 a Tartu i de 1924 a 1929, va estudiar llengua i literatura estonianes a la Facultat de Filosofia de la Universitat de Tartu.
La carrera literària d'Alver va començar amb la novel·la curta Vaene väike ("Pobra petita", 1927). La seva primera novel·la, Tuulearmuke ("L'amant del vent", 1927), va guanyar el segon premi en un important concurs literari poc després de la seva publicació. A partir de 1931 també va publicar poemes, que aviat li van suposar un gran reconeixement en el panorama literari estonià. També va traduir, principalment del rus. A partir del final de la Segona Guerra Mundial i durant l'època soviètica, la seva figura fou silenciada i se li impedí publicar. Durant uns anys només publicà traduccions i no reprengué la seva labor de creació literària fins als anys 60.
Betti Alver es va casar dues vegades, primer el 1937 amb el poeta Heiti Talvik (que va morir el 1947 deportat a Sibèria pels soviets), i el 1956 amb l'arxivista i erudit Mart Lepik (1900-1971).

## Obra
Si bé en els seus inicis publicà narració, després va publicar també poesia. El 1931 publicà Lugu valgest varesest ("El conte del corb blanc"). La seva primera compliació de poesia, Tolm ja tuli ("Pols i foc", 1936), que recull el treball de cinc anys, va demostrar la seva vàlua com a poeta i li va portar reconeixement. Com a poeta, formà part del grup Arbujad, del qual també formava part el seu marit Heiti Talvik.
Quan la seva obra fou prohibida, Alver es dedicà a la traducció. Les seves traduccions de Pushkin, sobretot Eugene Onegin (1956–63, publicada el 1964), es consideren una fita en la literatura traduïda a l'estonià. També traduí Gorki, Goethe (Götz von Berlichingen), i Heine.
A partir dels anys 60 tornà a publicar poesia. El recull Tähetund ("L'hora estelar" 1966) va ser rebut amb entusiasme i s'esgotaren ràpidament les 12.000 còpies publicades. Les seves darreres obres, Lendav linn ("Ciutat voladora", 1980) i Korallid Emajões ("Coral en el riu Emajõgi", 1986) van ser premiades
L'obra d'Alver no ha estat traduïda al català. Es pot trobar un brevíssim poema traduït al castellà al recull de Ciplijauskaité "Voces femeninas del Este", p. 22.

## Reconeixements
A Jõgeva hi ha un museu dedicat a Alver, en la casa on va néixer a costat de les vies del tren; part del museu està dedicada també a un altre personatge de la mateixa ciutat, el compositor Alo Mattiisen (vegeu informació del museu a enllaços externs); també s'ha dedicat a Betti Alver un cràter a Mercuri, el cràter Alver.

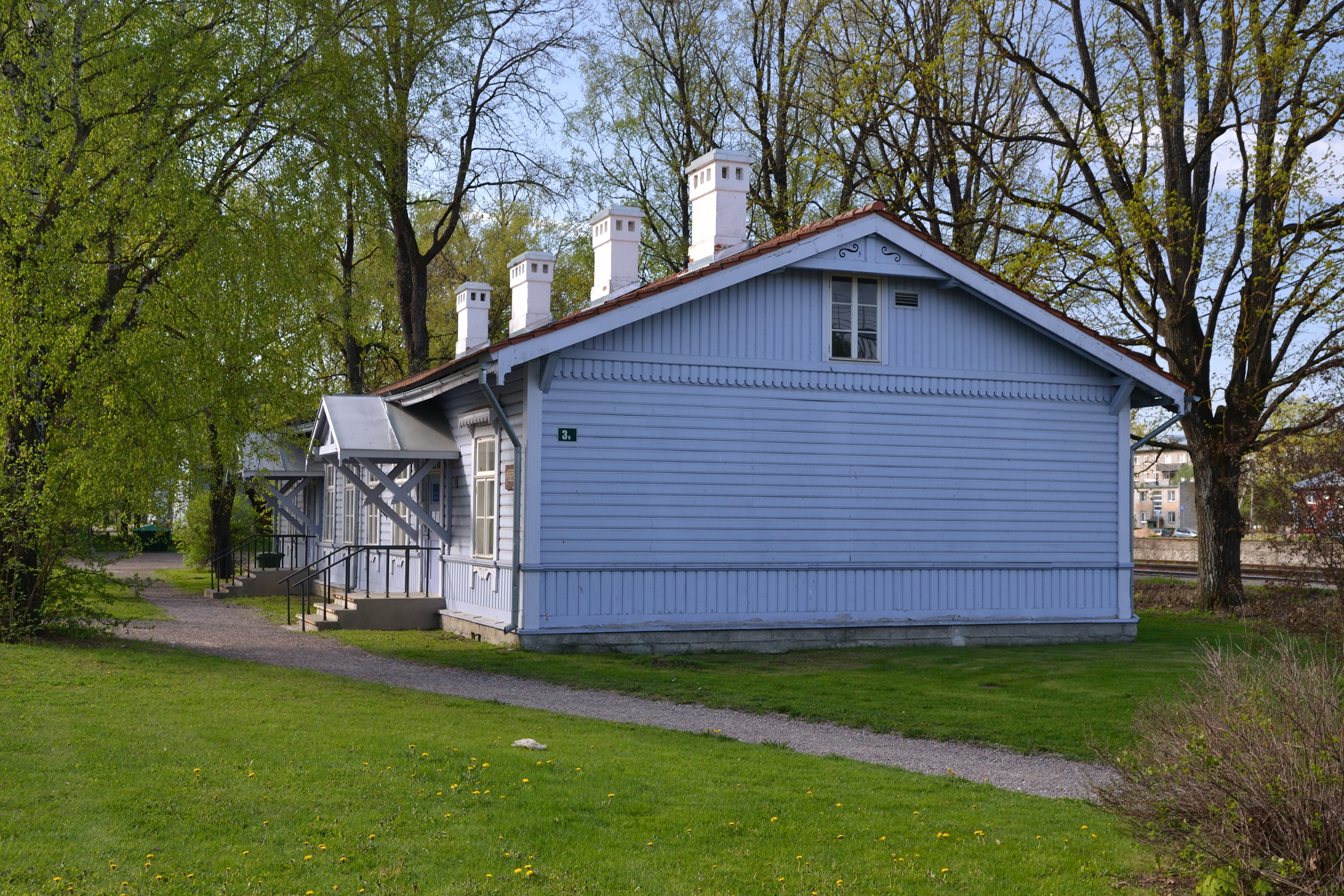
Casa natal de Betti Alver